# Timoteij
Le Timoteij sono state un gruppo musicale svedese.
Originalmente un quartetto composto da Cecilia Kallin, Bodil Bergström, Elina Thorsell e Johanna Petterson, la formazione si ridusse a trio dopo l'abbandono di quest'ultima.

## Storia del gruppo
Le Timoteij vennero fondate nel 2008 a Skara. Nel 2010, alla decima edizione del Melodifestivalen proponendo il singolo Kom, scritta da Karl Eurén, Gustav Eurén, e Niclas Arn. Il brano giunse al primo posto nella terza semifinale del festival e al quinto durante la finale nazionale. Il quartetto svedese pubblicò anche una versione in lingua inglese della canzone intitolata Run. Durante il mese di aprile uscì Längtan, un album pop contaminato dalla musica etnica e di facile presa che raggiunse la prima posizione delle classifiche svedesi. Il disco presenta Vända med vinden,  una cover in lingua svedese di Roll with the Wind, originariamente scritta da Alexander Rybak, che suona il violino nella traccia.
Nel 2012, il quartetto partecipò nuovamente al Melodifestivalen con Stormande hav, senza però riuscire arrivare in finale. L'album che contiene la canzone, Tabu, giunse al secondo posto delle classifiche.
Nel 2014, Johanna Petterson lasciò la formazione per dedicarsi alla danza.
Nel 2015, Elina, Cecilia e Charles Kailin, fratello di quest'ultima, suonarono Break Me Up per la cantante svedese Erika Selin. Il brano avrebbe dovuto rappresentare l'Irlanda in occasione dell'Eurovision Song Contest 2015, ma tale possibilità spettò invece a Molly Sterling con la sua Playing with Numbers.
Le Timoteij si sciolsero nel 2016, anno in cui licenziarono l'EP Under Our Skin.

## Formazione

### Ultima formazione
- Cecilia Kallin – voce
- Bodil Bergström – voce
- Eiina Thorsell – voce

### Ex componenti
- Johanna Petterson – voce

## Discografia

### Album in studio
- 2010 – Längtan
- 2012 – Tabu

### Extended play
- 2010 – Högt över ängarna
- 2016 – Under Our Skin

### Singoli
- 2010 – Kom
- 2010 – Högt över ängarna
- 2011 – Het
- 2012 – Stormvande hav
- 2012 – Tabu
- 2012 – Jag kommer hem till Jul
- 2015 – Wildfire
- 2015 – Milky Way
- 2016 – Never Gonna Be The Same Without You